# Albertano contra los mostros
Albertano contra los mostros es una serie de televisión de comedia de situación y fantasía mexicana producida por André Barrén para TelevisaUnivision. La serie es una continuación derivada basado en el personaje de María de Todos los Ángeles, Albertano Santacruz. Se estrenó primero en los Estados Unidos a través de Univision el 3 de abril de 2022, mientras que en México se estrenó a través de Las Estrellas el 17 de abril de 2022, como parte del bloque Domingos de sofá.
Está protagonizada por Ariel Miramontes como Albertano, el personaje principal junto a un reparto coral. El 16 de mayo de 2022, se anunció que la serie fue renovada para una segunda temporada.

## Trama
La historia de Albertano contra los mostros se remonta en el siglo XVII, en el cual, debajo de la catacumbas del Convento de las Desarrapadas Descalzas, Casilda (Olivia Collins) es una malvada bruja que busca la manera de ser eternamente joven y bella y para lograrlo, deberá realizar un demoniaco ritual en el cual consiste en devorar el corazón de un hombre joven mestizo de corazón noble, siendo Albertatzin (Ariel Miramontes) el elegido por Casilda. Una vez teniendo a Albertatzin en su poder, Casilda está por finalizar el ritual, pero es interrumpida por el Gran Inquisidor, quién le impide finalizar su práctica demoniaca y lográ derrotar a Casilda y salvar a Albertatzin. Como castigo, Casilda es encerrada a través de los muros de la catacumba, no sin antes lanzandole una maldición a Albertatzin, dejándolo en aviso que ella regresará por el, sin importar la época o el lugar donde el reencarne.
En la época actual, Albertatzin es reencarnado en Albertano Santacruz, un galán de barrio seductor, simpático, gorrón y medroso, que ha tenido sueños y visiones de otra época, en las que se ve perseguido por la malvada bruja Casilda. Sufriendo de problemas económicos, Albertano se ve obligado a pedirle asilo a su padrino, el padre Benito (Benito Castro), quién opera el Convento de las Desarrapadas Descalzas, converitido hoy en día en un hospicio. Sin embargo, tanto los huéspedes del hospicio como el padre Benito, son inquietados tras saber que la empresaria cosmetologa Lola D’Bo (Maribel Guardia) compró el predio del hospicio para construir el «D ́Bo Beaut y Center», una clínica de belleza para prótesis e inyecciones estéticas, cuando sus verdaderas intenciones es despertar a la bruja Casilda momificada, tras saber que ella posee el secreto de la eterna juventud. Lola se lleva a la bruja momificada a la oficina de su corporativo, logrando despertarla y aliandose con ella por un solo objetivo que las une, emprender la cacería de Albertano.
Albertano tendrá que juntar fuerzas con Padre Benito, así como de algunos viejos amigos y de los habitantes del hospicio, para evitar ser desalojados de su hogar y juntos luchar contra Lola D’ Bo y la malvada bruja Casilda.

## Reparto
Una lista del reparto confirmado se publicó el 29 de octubre de 2021, en la página web oficial de la sala de prensa de Grupo Televisa.

### Principales
- Ariel Miramontes como Albertano Santacruz / Albertatzin
- Benito Castro como Padre Benito
- Paola Fernández como Encarnación Tirado Trillas «Encarnita»
- José Luis Guarneros como Luis Felipe Hernández López «El Macaco»
- Montserrat Marañón como Doña Catita
- Sergio Lozano como Dónovan
- Rebeca Duvignau como Beyoncé
- Mariano Soria como Chinicuil
- Olivia Collins como Casilda
- Maribel Guardia como Dolores Durán «Lola D’Bo»[12]

### Recurrentes e invitados especiales
- Rafael Inclán como El Gran Inquisidor[13]
- Alejandro Tommasi como Prudencio Hurtado[13]
- Moisés Arizmendi como Bermejo[13]
- Alma Cero como Rosa Aurora Santacruz[5][13]
- Galilea Montijo como ella misma[13]
- Memo Ríos como El Tropi Rock[13]
- Jesús Guzmán como El Borrachito
- Sergio Acosta[13]
- El Hijo del Santo[13]

## Producción
La producción de la serie comenzó rodaje el 29 de octubre de 2021 en el foro 6 de Televisa San Ángel y fue anunciada el 31 de octubre de 2021, durante la presentación de Grupo Televisa sobre lo nuevo en formatos de televisión para el 2022. Para la realización de la serie, se contó la participación del productor André Barrén, así como del equipo técnico y creativo que participó en la producción de la primera temporada de María de Todos los Ángeles, además de ser de este una serie derivada enfocado en el personaje de Albertano. La primera temporada de la serie consiste en 13 episodios para su emisión, siendo escritos por Jesús Salcedo y José Luis Nieto, bajo la ídea original de Carlos Miramontes y Luis Cravioto, además de ser dirigida por Rafael Perrín y Ariel Miramontes.

## Audiencias
| Temporada | Horario (ET/CT)   | Episodios | Primera emisión    | Primera emisión      | Última emisión | Última emisión       | Prom. de espectadores (millones) |
| Temporada | Horario (ET/CT)   | Episodios | Fecha              | Audiencia (millones) | Fecha          | Audiencia (millones) | Prom. de espectadores (millones) |
| --------- | ----------------- | --------- | ------------------ | -------------------- | -------------- | -------------------- | -------------------------------- |
| 1         | Domingos 10pm/9c. | 12        | 4 de abril de 2022 | 0.86                 | —              | —                    | 0.65                             |

| Temporada | Horario (CT)                                                                                                   | Episodios | Primera emisión     | Primera emisión      | Última emisión     | Última emisión       | Prom. de espectadores (millones) |
| Temporada | Horario (CT)                                                                                                   | Episodios | Fecha               | Audiencia (millones) | Fecha              | Audiencia (millones) | Prom. de espectadores (millones) |
| --------- | --- | --------- | ------------------- | -------------------- | ------------------ | -------------------- | -------------------------------- |
| 1         | Domingo 20:00 - 21:00 h. (eps. 1-2) Domingo 19:30 - 21:00 h. (eps. 3-11) Domingo 22:00 - 23:00 h. (eps. 12-13) | 13        | 17 de abril de 2022 | 1.8                  | 15 de mayo de 2022 | 1.1                  | 1.4                              |

## Episodios
| N.º | Título                                       | Fecha de emisión en Estados Unidos | Fecha de emisión en México | Audiencia en Estados Unidos (millones) | Audiencia en México (millones) |
| --- | -------------------------------------------- | ---------------------------------- | -------------------------- | -------------------------------------- | ------------------------------ |
| 1   | «El extraño retorno de Albertano Santa Cruz» | 3 de abril de 2022                 | 17 de abril de 2022        | 0.86                                   | 1.8                            |
| 2   | «Presentimientos premonitorios»              | 3 de abril de 2022                 | 17 de abril de 2022        | 0.66                                   | 1.8                            |
| 3   | «El despertar de la momia»                   | 10 de abril de 2022                | 24 de abril de 2022        | 0.81                                   | 1.4                            |
| 4   | «Misterio en el drenaje acondicionado»       | 10 de abril de 2022                | 24 de abril de 2022        | 0.58                                   | 1.4                            |
| 5   | «Forever Wisconsin»                          | 17 de abril de 2022                | 24 de abril de 2022        | 0.76                                   | 1.4                            |
| 6   | «La magna arena nopala»                      | 17 de abril de 2022                | 1 de mayo de 2022          | 0.59                                   | 1.3                            |
| 7   | «El origen del mal»                          | 24 de abril de 2022                | 1 de mayo de 2022          | 0.72                                   | 1.3                            |
| 8   | «Una hermana mediática»                      | 24 de abril de 2022                | 1 de mayo de 2022          | 0.46                                   | 1.3                            |
| 9   | «El libro de los hechizos»                   | 1 de mayo de 2022                  | 8 de mayo de 2022          | 0.71                                   | 1.3                            |
| 10  | «La adopción de Beyoncé»                     | 1 de mayo de 2022                  | 8 de mayo de 2022          | 0.52                                   | 1.3                            |
| 11  | «Buscando al Tropi Rock»                     | 8 de mayo de 2022                  | 8 de mayo de 2022          | 0.74                                   | 1.3                            |
| 12  | «Cantando por un destino»                    | 8 de mayo de 2022                  | 15 de mayo de 2022         | 0.44                                   | 1.1                            |
| 13  | «La batalla final»                           | —                                  | 15 de mayo de 2022         | —                                      | 1.1                            |